# Ateleute rectinervis
Ateleute rectinervis är en stekelart som först beskrevs av Morley 1917.  Ateleute rectinervis ingår i släktet Ateleute och familjen brokparasitsteklar. Inga underarter finns listade.